# Dalea erythrorhiza
Dalea erythrorhiza är en ärtväxtart som beskrevs av Jesse More Greenman. Dalea erythrorhiza ingår i släktet Dalea, och familjen ärtväxter. Inga underarter finns listade i Catalogue of Life.